# Saint-Aubin-sur-Yonne
Saint-Aubin-sur-Yonne es una localidad y comuna francesa situada en la región de Borgoña, departamento de Yonne, en el distrito de Auxerre y cantón de Joigny.

## Demografía
| 398 | 503 | 490 | 484 | 456 | 463 | 496 | 492 | 448 | 411 | 422 | 420 | 356 | 368 | 355 | 339 | 285 | 310 | 294 | 293 | 258 | 247 | 266 | 269 | 235 | 266 | 261 | 246 | 262 | 282 | 366 | 387 | 478 |
| Para los censos de 1962 a 1999 la población legal corresponde a la población sin duplicidades (Fuente: INSEE [Consultar]) |     |     |     |     |     |     |     |     |     |     |     |     |     |     |     |     |     |     |     |     |     |     |     |     |     |     |     |     |     |     |     |     |